# John Peachey (2e baronnet)
John Peachey, 2e baronnet (vers 1680-1744), de West Dean, Sussex, est un propriétaire britannique et un homme politique conservateur qui siège à la Chambre des communes de 1738 à 1744.

## Biographie
Il est le fils de William Peachey, un marchand londonien, et possédant un domaine à Petworth. Il épouse, le 15 mars 1706, Henrietta London, fille de George London, jardinier principal de la reine Anne. En 1719, il est capitaine au Royal Fusiliers. Il succède à son frère Henry Peachey (1er baronnet) comme baronnet le 23 août 1737.

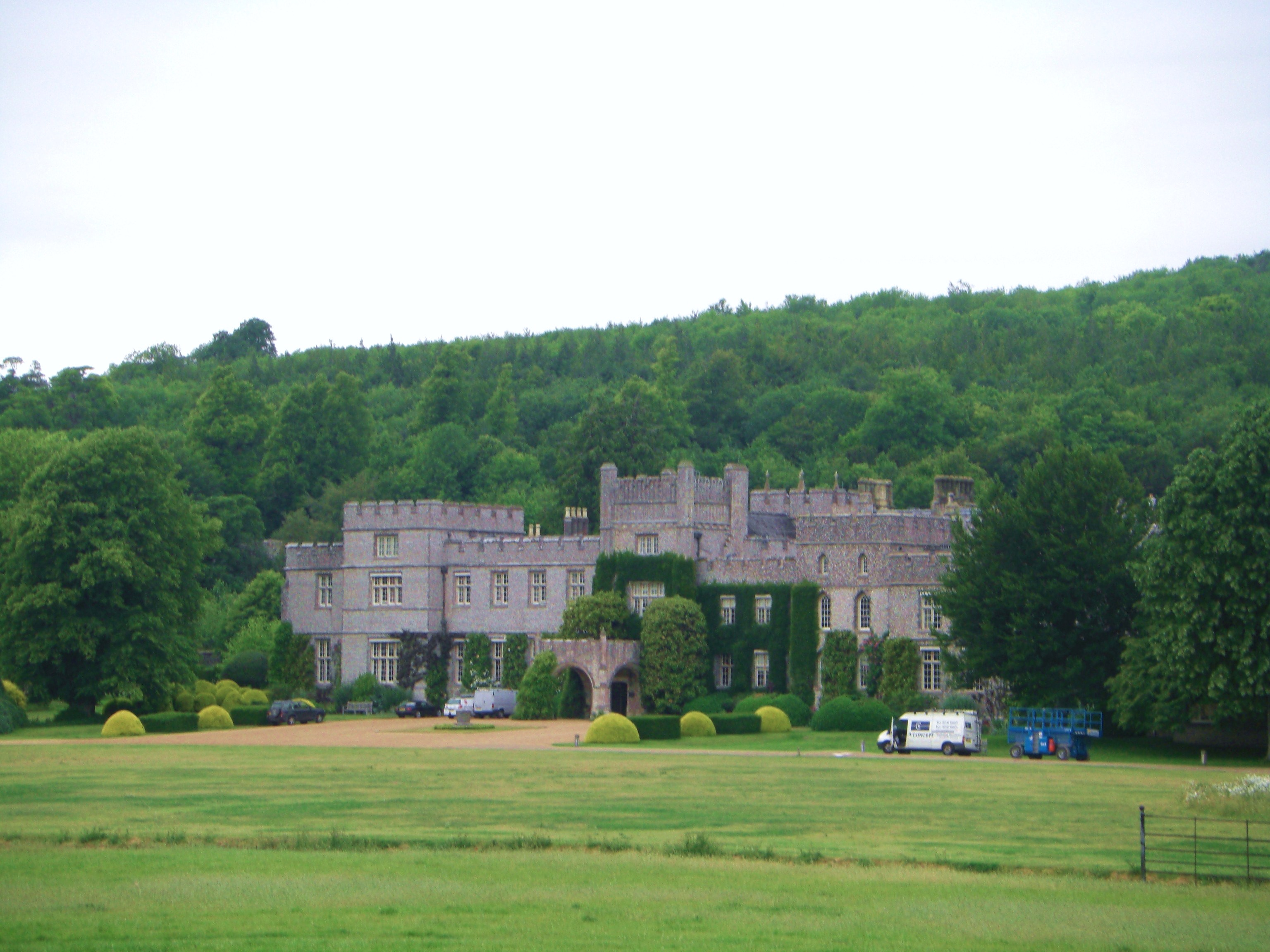
West Dean House, siège de la famille Peachey

Il est élu député de Midhurst lors d'une élection partielle le 3 février 1738, succédant à son frère, Henry Peachey. Il vote avec l'opposition. Aux Élections générales britanniques de 1741, il est invité par les conservateurs à représenter le Sussex, mais refuse et reste à Midhurst où il est réélu. Son seul vote est avec l'opposition au président du comité des élections du 16 décembre 1741.
Il décède le 9 avril 1744, à l'âge de 64 ans, laissant deux fils et trois filles. Son fils John lui succède comme baronnet, puis son fils cadet James Peachey (1er baron Selsey).